# Nguyễn Văn Sơn (cảnh sát biển)
Nguyễn Văn Sơn (1964– ) là một sĩ quan cấp cao trong Quân đội nhân dân Việt Nam, hàm Trung tướng, nguyên là Tư lệnh Cảnh sát biển Việt Nam đã bị cách chức do tham nhũng.

## Tiểu sử
Nguyễn Văn Sơn nhập ngũ tháng 9 năm 1982 vào Bộ đội Biên phòng. Ông tốt nghiệp Trường Sĩ quan Biên phòng khóa 19, ra trường năm 1985 và nhận nhiệm vụ tại Tây Nguyên (Đại đội 9, đóng quân tại Bản Đôn, Đắk Lắk). 
Ông sau đó đảm nhiệm nhiều chức vụ trong Cục Cảnh sát biển Việt Nam: Phó phòng Trinh sát (2003), Trưởng phòng Trinh sát (2005), tiếp đó làm Trưởng phòng Kế hoạch Tổng hợp. Năm 2013, Đại tá Nguyễn Văn Sơn được bổ nhiệm làm Phó Tư lệnh Pháp luật. Năm 2018, Thiếu tướng Nguyễn Văn Sơn được bổ nhiệm làm Tư lệnh.

## Kỷ luật
Trong Kỳ họp từ 28 tới 30/9/2021, ông Sơn bị đề nghị xem xét, thi hành kỷ luật vì những sai phạm "gây hậu quả rất nghiêm trọng".
Ngày 01/10/2021, ông Nguyễn Văn Sơn bị cách chức Phó Bí thư Đảng ủy cảnh sát biển.

## Vụ án tham ô 50 tỷ đồng tại Bộ tư lệnh cảnh sát biển
Ngày 18/4/2022, trung tướng Nguyễn Văn Sơn là 1 trong 5 tướng và hai sĩ quan cấp tá bị khởi tố, bắt tạm giam về tội tham ô tài sản. 
Ngày 29/6/2023, trong vụ án tham ô 50 tỷ đồng tại Bộ tư lệnh cảnh sát biển, ông Sơn bị kết tội chủ mưu làm thất thoát tài sản “đặc biệt lớn” nên bị lãnh án 16 năm tù. 